# Liga dos Campeões da CONCACAF de 2015–16 – Fase Final
A Fase Final da Liga dos Campeões da CONCACAF de 2015–16 foi disputada entre 23 de fevereiro até 27 de abril de 2016. Um total de 8 equipes disputaram esta fase.

## Equipes classificadas
O vencedor de cada grupo da fase de grupos se classificou a fase final.
| Grupo | Vencedores          |
| ----- | ------------------- |
| A     | Santos Laguna       |
| B     | Tigres UANL         |
| C     | Querétaro           |
| D     | Los Angeles Galaxy  |
| E     | América             |
| F     | Seattle Sounders FC |
| G     | Real Salt Lake      |
| H     | D.C. United         |

## Chaveamento
O chaveamento para a fase final é determinado pela classificação na fase de grupos. Os cruzamentos ocorrem da seguinte forma: 1º vs. 8º, 2º vs. 7º, 3º vs. 6º, 4º vs. 5º.
| Chave | Equipe              | P  | J | V | E | D | GP | GC | SG |
| ----- | ------------------- | -- | - | - | - | - | -- | -- | -- |
| 1     | América             | 10 | 4 | 3 | 1 | 0 | 9  | 2  | +7 |
| 2     | D.C. United         | 10 | 4 | 3 | 1 | 0 | 9  | 3  | +6 |
| 3     | Real Salt Lake      | 10 | 4 | 3 | 1 | 0 | 4  | 1  | +3 |
| 4     | Santos Laguna       | 9  | 4 | 3 | 0 | 1 | 12 | 3  | +9 |
| 5     | Los Angeles Galaxy  | 8  | 4 | 2 | 2 | 0 | 12 | 3  | +9 |
| 6     | Tigres UANL         | 8  | 4 | 2 | 2 | 0 | 5  | 3  | +2 |
| 7     | Querétaro           | 7  | 4 | 2 | 1 | 1 | 11 | 2  | +9 |
| 8     | Seattle Sounders FC | 7  | 4 | 2 | 1 | 1 | 6  | 3  | +3 |

## Esquema
|  | Quartas-de-final    | Quartas-de-final | Quartas-de-final | Quartas-de-final |   |               | Semifinais | Semifinais | Semifinais | Semifinais |  |             | Final | Final | Final | Final |  |  |
|  |                     |                  |                  |                  |   |               |            |            |            |            |  |             |       |       |       |       |  |  |
|  |                     |                  |                  |                  |   |               |            |            |            |            |  |             |       |       |       |       |  |  |
|  | Querétaro           | 2                | 1                | 3                |   |               |            |            |            |            |  |             |       |       |       |       |  |  |
|  | D.C. United         | 0                | 1                | 1                |   |               |            |            |            |            |  |             |       |       |       |       |  |  |
|  | D.C. United         | 0                | 1                | 1                |   | Querétaro     | 0          | 0          | 0          |            |  |             |       |       |       |       |  |  |
|  |                     |                  |                  |                  |   | Querétaro     | 0          | 0          | 0          |            |  |             |       |       |       |       |  |  |
|  |                     | Tigres UANL      | 0                | 2                | 2 |               |            |            |            |            |  |             |       |       |       |       |  |  |
|  | Tigres UANL         | Tigres UANL      | 0                | 2                | 2 | 2             | 1          | 3          |            |            |  |             |       |       |       |       |  |  |
|  | Tigres UANL         |                  |                  |                  |   | 2             | 1          | 3          |            |            |  |             |       |       |       |       |  |  |
|  | Real Salt Lake      | 0                | 1                | 1                |   |               |            |            |            |            |  |             |       |       |       |       |  |  |
|  | Real Salt Lake      | 0                | 1                | 1                |   |               |            |            |            |            |  | Tigres UANL | 0     | 1     | 1     |       |  |  |
|  |                     |                  |                  |                  |   |               |            |            |            |            |  | Tigres UANL | 0     | 1     | 1     |       |  |  |
|  |                     | América          | 2                | 2                | 4 |               |            |            |            |            |  |             |       |       |       |       |  |  |
|  | Los Angeles Galaxy  | América          | 2                | 2                | 4 | 0             | 0          | 0          |            |            |  |             |       |       |       |       |  |  |
|  | Los Angeles Galaxy  |                  |                  |                  |   | 0             | 0          | 0          |            |            |  |             |       |       |       |       |  |  |
|  | Santos Laguna       | 0                | 4                | 4                |   |               |            |            |            |            |  |             |       |       |       |       |  |  |
|  | Santos Laguna       | 0                | 4                | 4                |   | Santos Laguna | 0          | 0          | 0          |            |  |             |       |       |       |       |  |  |
|  |                     |                  |                  |                  |   | Santos Laguna | 0          | 0          | 0          |            |  |             |       |       |       |       |  |  |
|  |                     | América (pro)    | 0                | 1                | 1 |               |            |            |            |            |  |             |       |       |       |       |  |  |
|  | Seattle Sounders FC | América (pro)    | 0                | 1                | 1 | 2             | 1          | 3          |            |            |  |             |       |       |       |       |  |  |
|  | Seattle Sounders FC |                  |                  |                  |   | 2             | 1          | 3          |            |            |  |             |       |       |       |       |  |  |
|  | América             | 2                | 3                | 5                |   |               |            |            |            |            |  |             |       |       |       |       |  |  |

## Quartas de final
As partidas de ida foram disputadas em 23–24 de fevereiro, e as partidas de volta em 1–2 de março de 2016.
| Equipe 1            | Total | Equipe 2       | 1.º jogo | 2.º jogo |
| ------------------- | ----- | -------------- | -------- | -------- |
| Seattle Sounders FC | 3–5   | América        | 2–2      | 1–3      |
| Querétaro           | 3–1   | D.C. United    | 2–0      | 1–1      |
| Tigres UANL         | 3–1   | Real Salt Lake | 2–0      | 1–1      |
| Los Angeles Galaxy  | 0–4   | Santos Laguna  | 0–0      | 0–4      |

Todas as partidas seguem o fuso horário (UTC−5).

### Partidas de ida
| 23 de fevereiro de 2016 | Querétaro                 | 2 – 0     | D.C. United | Estádio Corregidora, Querétaro |
| 20:00                   | Candelo 71' · Benítez 84' | Relatório |             | Árbitro: HON Héctor Rodríguez  |

| 23 de fevereiro de 2016 | Seattle Sounders FC | 2 – 2     | América                    | CenturyLink Field, Seattle               |
| 22:00                   | Dempsey 44', 52'    | Relatório | Quintero 45' · Peralta 70' | Público: 42 836 Árbitro: GUA Óscar Reyna |

| 24 de fevereiro de 2016 | Tigres UANL          | 2 – 0     | Real Salt Lake | Estádio Universitario, San Nicolás de los Garza |
| 20:00                   | Rivas 67' · Damm 86' | Relatório |                | Árbitro: CUB Yadel Martínez                     |

### Partidas de volta
| 1 de março de 2016 | D.C. United | 1 – 1     | Querétaro    | RFK Stadium, Washington, D.C.           |
| 20:00              | Büscher 84' | Relatório | Sepúlveda 4' | Público: 10 790 Árbitro: PAN John Pitti |

Querétaro venceu por 3–1 no placar agregado e avançou a próxima fase.
| 1 de março de 2016 | Santos Laguna                             | 4 – 0     | Los Angeles Galaxy | Estádio Corona, Torreón   |
| 22:00              | Bravo 19', 61' · Dávila 23' · Djaniny 36' | Relatório |                    | Árbitro: SLV Marlon Mejía |

Santos Laguna venceu por 4–0 no placar agregado e avançou a próxima fase.
| 2 de março de 2016 | América                                    | 3 – 1     | Seattle Sounders FC | Estádio Azteca, Cidade do México |
| 20:00              | Quintero 42' · Peralta 45+1' · Andrade 50' | Relatório | Aguilar 41'         | Árbitro: JAM Valdin Legister     |

América venceu por 5–3 no placar agregado e avançou a próxima fase.
| 2 de março de 2016 | Real Salt Lake | 1 – 1     | Tigres UANL | Rio Tinto Stadium, Sandy                   |
| 22:00              | Plata 22'      | Relatório | Gignac 90'  | Público: 20 921 Árbitro: CRC Jeffrey Solis |

Tigres venceu por 3–1 no placar agregado e avançou a próxima fase.

## Semifinal
| Equipe 1      | Total | Equipe 2  | 1.º jogo | 2.º jogo  |
| ------------- | ----- | --------- | -------- | --------- |
| Santos Laguna | 0–1   | América   | 0–0      | 0–1 (pro) |
| Tigres UANL   | 2–0   | Querétaro | 0–0      | 2–0       |

Todas as partidas seguem o fuso horário (UTC−4).

### Partidas de ida
| 15 de março de 2016 | Querétaro | 0 – 0     | Tigres UANL | Estádio Corregidora, Querétaro |
| 22:00               |           | Relatório |             | Árbitro: MEX César Ramos       |

| 16 de março de 2016 | Santos Laguna | 0 – 0     | América | Estádio Corona, Torreón     |
| 22:00               |               | Relatório |         | Árbitro: MEX Luis Santander |

### Partidas de volta
| 5 de abril de 2016 | Tigres UANL     | 2 – 0     | Querétaro | Estádio Universitario, San Nicolás de los Garza |
| 20:00              | Gignac 84', 88' | Relatório |           | Árbitro: MEX Roberto García                     |

Tigres venceu por 2–0 no placar agregado e avançou a final.
| 5 de abril de 2016 | América     | 1 – 0 (pro) | Santos Laguna | Estádio Azteca, Cidade do México |
| 22:00              | Arroyo 102' | Relatório   |               | Árbitro: MEX Fernando Guerrero   |

América venceu por 1–0 no placar agregado e avançou a final.

## Final
| Equipe 1 | Total | Equipe 2    | 1.º jogo | 2.º jogo |
| -------- | ----- | ----------- | -------- | -------- |
| América  | 4–1   | Tigres UANL | 2–0      | 2–1      |

Todas as partidas seguem o fuso horário (UTC−4).

### Partida de ida
| 20 de abril de 2016 | Tigres UANL | 0 – 2     | América                      | Estádio Universitario, San Nicolás de los Garza |
| 21:45               |             | Relatório | Benedetto 49' · Martínez 90' | Árbitro: MEX Roberto García                     |

### Partida de volta
| 27 de abril de 2016 | América                         | 2 – 1     | Tigres UANL | Estádio Azteca, Cidade do México |
| 21:45               | Arroyo 68' · Martínez 87' (pen) | Relatório | Gignac 39'  | Árbitro: MEX Fernando Guerrero   |